# Svante Sture den yngre
Svante Sture den yngre, född 1 maj 1517 på slottet Tre Kronor i Stockholm, död 24 maj 1567 på Uppsala slott (dödad under Sturemorden), son till Kristina Nilsdotter (Gyllenstierna) och riksföreståndaren Sten Sture den yngre, var en svensk riksmarsk, greve och friherre.

## Uppväxt
När han var knappt tre år dog hans far (3 februari 1520) i de pågående unionsstriderna med Danmark. Några år senare fick han komma till den nyvalde kung Gustav Vasas hov och fick där sin uppfostran, något som gjorde att den nytillsatte kungen kunde hindra att han utnyttjades för stämplingar mot honom. Hans fortsatta utbildning skedde i Tyskland där han placerades under Magnus I av Sachsen-Lauenburgs vård. Trots det lyckades representanter från Lübeck föra bort honom 1534 i samban med Grevefejden och försökte locka honom med erbjudanden om att bli kung av Sverige mot en allians med Hansan. Sture avvisade anbuden, och först 1536 kunde han återvända till Sverige. 

## Under Gustav Vasa
Under de följande åren erhöll han ett flertal bevis på Gustav Vasas gunst: 1537 blev han hövitsman på Stegeborgs slott, och från 1538 även över Söderköping. Den 3 mars 1538 gifte han sig på Nyköpingshus med kungens hustru Margareta Eriksdotter (Leijonhufvud):s tre år yngre syster Märta, som sedermera skulle komma att kallas "Kung Märta" och med vilken han med tiden fick 15 barn. Släktskapet med kungen gjorde att han erhöll ytterligare förläningar. Under Dackefejden erhöll han på nytt erbjudande från Dacke att få överta kronan om han stödde upproret, men valde att fortsatt ställa sig lojal med kungen och erhöll som belöning Läckö slott med fem underlydande härader. 
Han erhöll även flera höga poster inom riksförvaltningen. 1544 blev han riksråd och 1559 sekrete råd. Under Stora ryska kriget blev han 1556 överbefälhavare över trupperna i Finland. Under slutet av 1550-talet kom Svante Sture i närmare beröring med hertig Erik som då var förlänad Kalmar län, och fungerade då som medlare mellan hertigen och hans far. Hans arbete uppskattades mycket av Erik. Strax efter kung Gustavs död utnämndes han av efterträdaren Erik XIV till riksmarsk och vid dennes kröning den 29 juni 1561 blev han dubbad till en av Sveriges första grevar, och erhöll därvid Västerviks grevskap som tillägg till sina tidigare förläningar. Svante Sture fick under denna tid uppgiften att försöka vinna högadelns stöd för Eriks strävanden att beröva bröderna deras maktställning som hertigar. 

## Under Erik XIV
1562 blev han generalguvernör över Livland och Reval, som året innan hade blivit svenskt. Ganska snart drabbades han dock av missnöje från kungen, som menade att han ägnade mer tid åt att i långrandiga brev beskriva vad som behövde göras än att verkligen utföra arbetet. Det stora organisationsarbetet i de baltiska staterna var helt klart övermäktigt Svante Sture. 1564 fråntogs han ståthållarskapet. Under Nordiska sjuårskriget begärde Svante Sture att få befäl, vilket dock vägrades av kungen som inte ansåg honom lämplig. Han fick dock uppdrag att organisera truppernas proviantering med mera liknande. Vid denna tid började missnöjet mot kungen att göra sig alltmer kännbart bland högadeln, särskilt kungens behandling av Nils Sture 1566 spädde på missnöjet. Några belägg för att Svante Sture varit delaktig i några stämplingar. 
Den nu alltmer sjuke och misstänksamme kungen kom trots allt att misstänka honom, och lät våren 1567 fängsla honom tillsammans med andra han misstänkte för stämpling. I fråga om Svante Sture intog kungen en mycket vacklande hållning. I de förberedande förhören var nämnden benägen för att fälla Svante Sture, men Erik XIV förordade uppskov i målet för att framlägga ytterligare bevisning. När målet 21 och 22 maj lades fram för de i Uppsala församlade ständerna, avpressade Jöran Persson dessa en allmän dödsdom över de fängslade. Samtidigt lät Erik XIV författa en skrivelse till Svante Sture, där han lovade att ingen Sture skulle lida skada, och 24 maj besökte han Svante Sture i dennes fängelse, och uppträdde som de förlikats. Några timmar senare skedde det omslag i kungens sinne, som kom honom att dräpa Nils Sture, och därefter flydde han efter att ha gett sina drabanter order att fortsätta avrättningarna. Svante Sture, som under tiden gjort sig redo att lämna fängelse, blev nästa offer.
Han var också friherre till Hörningsholm och herre till Ekenäs, Eksjö, Gäddeholm, Tullgarn och Penningby.
Svante Sture ligger begravd med sina två söner i Uppsala domkyrka.

## Familj
Ingen av greve Svantes söner fick egna barn, men dottern Malin Sture (1539-1610) gifte sig med Erik Stenbock, anfader till den inte helt okände greven och generalen Magnus Stenbock.
- Gift 3 mars 1538 på Nyköpingshus med Märta Eriksdotter (Leijonhufvud) (1520–1584), med vilken han fick följande barn:
  1. Sigrid, född 13 december 1538, död 16 mars 1613, gift med Ture Pedersson Bielke, häradshövding i Stranda från 1577 till sin död
  2. Malin, född 9 november 1539, död 1610, gift med Erik Gustafsson (Stenbock)
  3. Anna, född 29 januari 1541, död 21 juni 1595, gift med Hogenskild Bielke
  4. Sten, född 25 februari 1542, död samma år
  5. Nils, född 20 juni 1543, död 24 maj 1567 under Sturemorden
  6. Sten, född 4 november 1544, död 7 juli 1565 under sjöslaget vid Bornholm
  7. Erik, född 18 maj 1546, död 24 maj 1567 under Sturemorden
  8. Margareta, född 16 november 1547, död 8 december 1617, gift med Ture Nilsson Bielke
  9. Gustaf, född 20 december 1548, död som barn
  10. Iliana, född omkring 1550, död 24 februari 1556
  11. Mauritz, född 24 november 1552, död 14 mars 1592
  12. Carl, född 13 december 1555, död 24 januari 1598
  13. Brita, född 11 april 1557, död vid okänd tidpunkt
  14. Iliana, född 24 december 1558, död vid okänd tidpunkt
  15. Kristina, född 22 december 1559, död 4 januari 1619, gift med Gustav Banér